# Kratečko
Kratečko is een plaats in de gemeente Sisak in de Kroatische provincie Sisak-Moslavina. De plaats telt 260 inwoners (2001).